# Herta Mohr

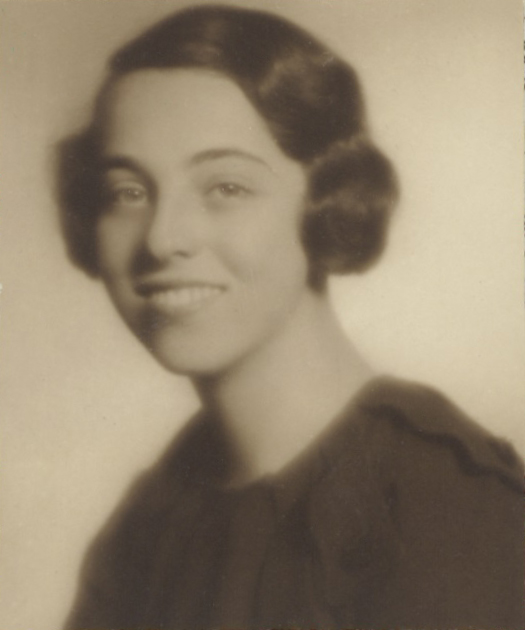
Herta Theresa Mohr, 1937

Herta Theresa Mohr (24. April 1914 in Wien – 15. April 1945 in Bergen-Belsen) war eine österreichische jüdische Ägyptologin, die in den Niederlanden lebte. Sie publizierte über die Mastaba von Hetepherachti im Rijksmuseum van Oudheden in Leiden und starb als ein Opfer des Holocausts.

## Leben, Ausbildung und Arbeit
Herta Mohr wurde in Wien als einzige Tochter von Adolf Mohr und Gabriele Kaufmann geboren. Ihr Vater war ein Arzt, der für seinen Dienst in einem Feldlazarett im Ersten Weltkrieg das goldene Zivil-Verdienstkreuz erhalten hatte. Die Familie lebte in der Winckelmannstraße in Wien. Zunächst immatrikulierte sich Herta Mohr als Medizinstudentin an der Wiener Universität, um in die Fußstapfen ihres Vaters zu treten, doch bald wechselte sie zur Orientalistik. Von 1937 bis 1938 studierte sie Ägyptologie und Afrikanische Sprachen. Nachdem sie und ihre Eltern nach Leiden zogen, immatrikulierte sie sich im November 1937 an der Universität Leiden und setzte ihre Studien fort.
Im September 1938 hielt sie einen Vortrag mit dem Titel „Einige Bemerkungen zur Leidener Mastaba“ auf dem 20. Internationalen Orientalisten-Kongress in Brüssel über die Grabkapelle von Hetepherachti, ein altägyptisches Monument aus der Zeit des Alten Reiches.
Am 13. Juli 1939 ließ sich Herta Mohr taufen, wurde Mitglied der Römisch-Katholischen Kirche und trat der katholischen Studierendenvereinigung „Augustinus“ in Leiden bei. Obwohl sie eine Reiseerlaubnis für die USA hatte, konnte sie diese letztendlich nicht benutzen. 1940 wurden die Niederlande von Deutschland annektiert und alle nicht-niederländischen Bewohner gezwungen, die Küstenbereiche zu räumen. Im Zuge dieser Zwangsumsiedlung zog sie nach Eindhoven und ihre Eltern nach ’s-Hertogenbosch. In dieser Zeit schrieb Herta Mohr weiter an der Veröffentlichung der Grabkapelle von Hetepherachti. Das Buch wurde schließlich 1943 durch die niederländische Orientalistik-Gesellschaft „Ex Oriente Lux“ veröffentlicht, welcher sie während ihrer Zeit in Leiden beigetreten war.
Am 2. August 1942 wurde die gesamte Familie Mohr verhaftet und zum Durchgangslager Westerbork deportiert. Sie gehörte zu den jüdischen Katholiken, die als Vergeltung für den Protest der katholischen Kirche gegen die Kriminalisierung von Juden verhaftet wurden. Zunächst arbeitete Herta Mohr als Übersetzerin in Westerbork und daher wurde ihre Deportation in ein Konzentrationslager zunächst verzögert, bis sie im Januar 1944 nach Auschwitz deportiert wurde. Adolf und Gabriele Mohr wurden etwa zur gleichen Zeit zunächst nach Theresienstadt, Ende Oktober 1944 dann ebenfalls nach Auschwitz deportiert und dort sofort bei ihrer Ankunft vergast.
Einige Tage vor der Befreiung von Auschwitz durch sowjetische Truppen Ende Januar 1945 wurde Herta Mohr im Zuge der Evakuierung mit anderen Häftlingen vermutlich zum KZ Groß-Rosen geschickt. Ein Augenzeuge berichtete, sie dort im Krankenhaus gesehen zu haben. Schließlich wurde auch Groß-Rosen kurz vor der Befreiung im Februar 1945 evakuiert und viele der Häftlinge noch weiter zu Lagern im Westen verschickt. 
Wann und wo Hertha Mohr starb, kann nicht abschließend geklärt werden. Sie wurde jedoch später von einem Gericht für tot erklärt. Nach offiziellen Aufzeichnungen starb Herta Mohr im KZ Bergen-Belsen am 15. April 1945, dem Tag der Befreiung des Lagers.

## Ausgewählte Publikationen

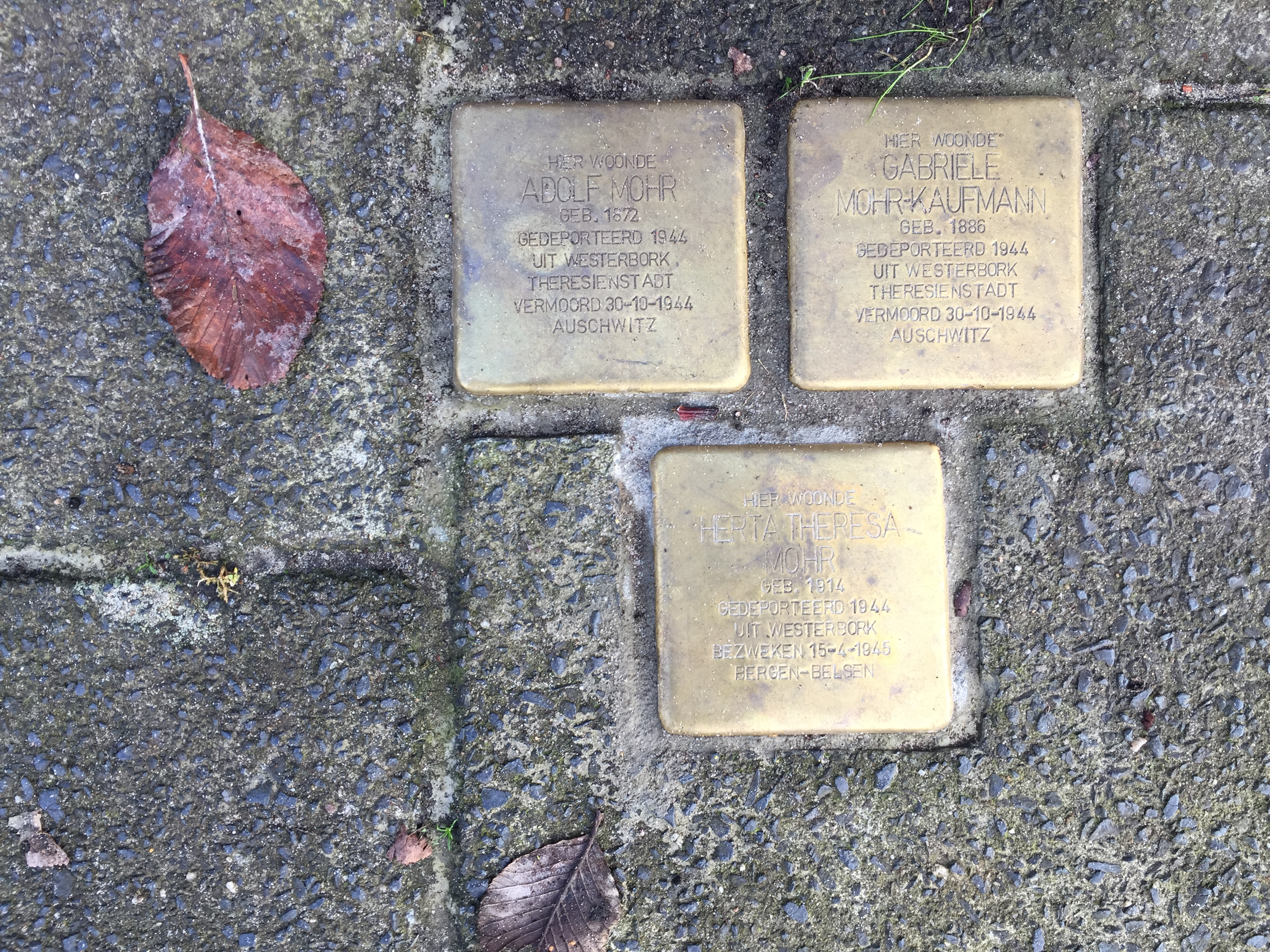
Stolpersteine in Leiden für Adolf, Gabriele und Herta Mohr

- H. Th. Mohr: Een vechtpartij te Leiden: Vorm en inhoud van een reliëf in de mastaba van Ḥtp-ḥr-Ꜣḫtj. In: Jaarbericht Ex Oriente Lux. 7. Jahrgang, 1940, S. 535–541, Tafel IX (niederländisch).
- H. Th. Mohr: The Mastaba of Hetep-Her-Akhti. Study on an Egyptian Tomb Chapel in the Museum of Antiquities Leiden (= Mededeelingen en Verhandelingen van het Vooraziatisch-Egyptisch Gezelschap "Ex Oriente Lux". Band 5). Brill, Leiden 1943 (englisch, archive.org).

## Gedenken
Stolpersteine für Adolf, Gabriel und Herta Mohr wurden in Leiden vor dem Haus in der Fagelstraat 17 verlegt. Die Familie lebte hier in den späten 1930ern und frühen 1940ern. 
Außerdem wurden Stolpersteine für Adolf und Gabriele Mohr am Kasterenwal in 's-Hertogenbosch verlegt. Das Haus, in dem sie in der Tweede Kasterenstraat 1 wohnten, wurde abgerissen. 
Die Namen aller drei Familienmitglieder wurden in dem jüdischen Monument in 's-Hertogenbosch eingraviert.

## Bibliographie
- A. L. M. Arnolds (Hrsg.): Gedenkboek Katholieke Academische Gemeenschap 1940–1945. Leiden 1947, S. 91–92 (niederländisch).
- N. Van de Beek: Herta Mohr and the Mastaba of Hetepherakhty. In: V. Verschoor, A. J. Stuart, C. Demarée: Imaging and Imagining the Memphite Necropolis. Liber Amicorum René van Walsem (= Egyptologische Uitgaven. Band 30). Peeters & NINO, Leuven & Leiden 2017, ISBN 978-90-6258-230-3, S. 233–238 (Volltext als PDF [englisch]).
- N. Van de Beek: Herta Mohr (project page). 15. Juni 2022, abgerufen am 11. September 2023 (englisch).
- N. Van de Beek: Braving the Odds. Egyptologist Herta Mohr during the Second World War. In: Hana Navratilova, Thomas L. Gertzen, Marleen De Meyer, Aidan Dodson, Andrew Bednarski: Addressing Diversity. Inclusive Histories of Egyptology (= Investigatio Orientis. Beiträge zur Wissenschaftsgeschichte der Orientalistik. Band 9). Zaphon, Münster 2023, ISBN 978-3-96327-144-1, S. 181–203 (online Auf: academia.edu [englisch]).
- M.L. Bierbrier (Hrsg.): Who Was Who in Egyptology. 5. Auflage. The Egypt Exploration Society, London 2019, S. 320–321 (englisch).
- B. Bikker: Stolpersteine 15 juni Vogelwijk en Raadsherenbuurt. In: Stichting Herdenking Jodenvervolging Leiden. 26. April 2022, abgerufen am 12. September 2023 (niederländisch).
- W. Federn: Review of The Mastaba of Hetep-Her-Akhti. In: Bibliotheca Orientalis. 3. Jahrgang, 1946, S. 57–59 (englisch).
- D. Giltay Veth, A. J. Van der Leeuw: Rapport door het Rijksinstituut voor Oorlogsdocumentatie uitgebracht aan de minister van Justitie inzake de activiteiten van drs. F. Weinreb gedurende de jaren 1940–1945, in het licht van nadere gegevens bezien. 1976, S. 1310–1315 (niederländisch).
- I. La Brijn, M. Biró: Studentinschrijving Herta Mohr. In: webpresentations.universiteitleiden.nl. Universitätsbibliothek Leiden, 2020, abgerufen am 12. September 2023 (niederländisch).
- Herta Mohr: Actes du XXe Congrès international des orientalistes, Bruxelles, 5–10 septembre 1938. Bureaux du Muséon, Louvain 1940, Einige Bemerkungen zur Leidener Mastaba, S. 95–97 (französisch).
- H. Posch: Herta Mohr. In: Gedenkbuch für die Opfer des Nationalsozialismus an der Universität Wien 1938. University of Vienna, 2013, abgerufen am 11. September 2023.
- Redactie Joods Monument: Adolf Mohr and his family. In: Joods Monument. 7. April 2016, abgerufen am 12. September 2023 (englisch).
- Redactie Joods Monument: Herta Theresa Mohr. In: Joods Monument. 23. Februar 2022, abgerufen am 11. September 2023 (englisch).
- A. Siebelt: Mohr-Kaufmann, Adolf en Gabriëlle. In: Leiden4045.nl. 28. Februar 2022, abgerufen am 12. September 2023 (niederländisch).
- Stichting Struikelstenen ’s-Hertogenbosch: Tussen Markt en Sint Janssingel. In: Stichting Struikelstenen 's-Hertogenbosch. Mai 2021, abgerufen am 12. September 2023 (niederländisch).
- M. Verbeek: De namen. In: Joods monument Den Bosch. 2016, abgerufen am 12. September 2023 (niederländisch).